# Isoglossa macowanii
Isoglossa macowanii är en akantusväxtart som beskrevs av C. B. Cl.. Isoglossa macowanii ingår i släktet Isoglossa och familjen akantusväxter. Inga underarter finns listade i Catalogue of Life.